# Christian Theoharous
Christian Theoharous (* 6. Dezember 1999 in Melbourne) ist ein australischer Fußballspieler, der bei Western United unter Vertrag steht.

## Leben
Theoharous’ Vater Andrew Theoharous spielte für Heidelberg United FC in der National Soccer League und war Kapitän der Bentleigh Greens nach dem Abstieg aus der NSL. Der Vater wurde in Pegeia auf Zypern geboren, seine Mutter hat griechische Wurzeln und wurde in Australien geboren.

## Karriere

### Verein
Theoharous begann in der Jugend von den Bentleigh Greens mit dem Fußballspielen und wechselte 2014 zu Melbourne Victory. Im März 2017 debütierte er im Alter von 17 Jahren in der A-League und wurde in der Saison 2017/18 zum Stammspieler, verpasste aber den Sieg von Melbourne im Grand Final, nachdem er eine Verletzung nach einem Foul von Luke Wilkshire im Halbfinale der Endrunde erlitten hatte.
Borussia Mönchengladbach veröffentlichte den Wechsel des Australiers am 18. Mai 2018.
In seiner ersten Saison in der Regionalliga West hatte der Australier Anlaufschwierigkeiten und spielte nur sechsmal per Kurzeinsatz. Die Saison 2019/20 gestaltete sich positiver. Insgesamt kam Theoharous 14 mal zum Einsatz und erzielte dabei drei Tore und bereitete ein weiteres vor. In der Saison 2020/21 spielte Theoharous bis zum 17. Oktober sechsmal und konnte dabei zwei Treffer erzielen und ein Tor vorbereiten. Ende Oktober 2020 erkrankte Theoharous an COVID-19, was für einen Ausfall bis Dezember sorgte. Im Anschluss wurde der Australier kein weiteres Mal eingesetzt. Im Sommer 2021 verließ er die Zweitvertretung von Borussia Mönchengladbach. Am 1. November 2021 kehrte er in seine Heimat zurück und unterschrieb einen Zweijahresvertrag bei Western United in der australischen A-League. Nach 4 Einsätzen für den Melbourner Klub wechselte Theoharous in der Winterpause der Saison 2022/23 zum A-League Konkurrenten Central Coast Mariners, mit denen er sich zweimal in Folge die Meisterschaft sichern konnte.